# NGC 4116
NGC 4116 (другие обозначения — UGC 7111, IRAS12050+0258, MCG 1-31-22, UM 476, ZWG 41.41, KCPG 322A, PGC 38492) — спиральная галактика с перемычкой (SBc) в созвездии Девы. Открыта Биндоном Стони в 1851 году.
Во всём диске галактики наблюдается излучение в линии H-альфа, что позволяет прослеживать её кинематику. При этом оценки наклона диска галактики, сделанные кинематическим и фотометрическим методами, различаются на 10°, а позиционного угла ― на 7°. Кривая вращения имеет довольно правильную, симметричную форму.
Галактика NGC 4116 входит в состав группы галактик NGC 4123. Помимо NGC 4116 в группу также входят NGC 4123, NGC 4179, UGC 7035, UGC 7178, UGC 7185 и UGC 7332.
12 февраля 2011 года с галактикой на небе в 1.13 угловых минут сблизился астероид (1581) Абандерада. Этот объект входит в число перечисленных в оригинальной редакции «Нового общего каталога».